# Où sont passés les beatniks ?
Albums de Thierry Hazard
Pop Music
(1990) Le Jerk
(2000)
Où sont passés les beatniks ? est le second album de Thierry Hazard, sorti en 1993.

## Titres
Toutes les chansons et tous les arrangements sont de Thierry Hazard.
1. Julie est trop prude – 2:58
2. Où sont passés les beatniks ? – 3:23
3. Panique sur la plage – 3:27
4. Les années pop – 2:41
5. 21 rue Saint Martin – 3:55
6. Le nirvana – 3:17
7. Le vagabond – 4:01
8. Youri Gagarine – 3:27
9. L'amour n'a pas voulu de moi – 3:27
10. Mon ange gardien – 3:15

## Personnel

### Musiciens
- Basse : Guy Delacroix
- Batterie : Christophe Deschamps, Christophe Dubois (5)
- Orgue : Nicolas Neidhardt, Slim Batteux (10)
- Percussions : Christophe Dubois
- Piano : Bernard Arcadio (9), Nicolas Neidhart (7), Bernard Arcadio & Thierry Hazard (5)
- Guitares : Thierry Hazard
- Saxophone & Flûte : Christophe Nègre
- Trompette : Christian Martinez
- Trombone : Denis Leloup
- Chœurs : Carole Fredericks, Yvonne Jones, Laurent Montagne, Christophe Dubois & Thierry Hazard
- Arrangements des cuivres : Christophe Nègre & Thierry Hazard
- Musiciens additionnels :
  - Slim Pezin : guitare électrique (2, 4), banjo (Titre 7), guitare wah-wah (4, 6), guitares additionnelles (9, 10)
  - Jean-Jacques Milteau : harmonica (7)
  - Jean-Claude Dubois : harpe (9)
  - Freddy Meyer & Jacques Mercier : chœurs (7)
  - Diane Dupuis, Anyel Dupuis & Cora Dupuis : chœurs (2)

### Production
- Réalisé par Thierry Hazard & Christophe Dubois
- Enregistré & Mixé par Christophe Dubois au studio de la Grande Armée
- Assistants : Marc Van & Marc "Komar" Fourneau